# David Martínez (discobolo)
David Martínez Varela (Betanzos, 31 gennaio 1967) è un ex discobolo spagnolo.
Nel 1996, dopo aver vinto la Coppa Europa venne trovato positivo al Nandrolone ad un test antidoping e squalificato due anni dalle competizioni.

## Palmarès
| Anno | Manifestazione          | Sede       | Evento           | Risultato | Misura  | Note |
| ---- | ----------------------- | ---------- | ---------------- | --------- | ------- | ---- |
| 1986 | Mondiali juniores       | Atene      | Lancio del disco | 12º       | 52,32 m |      |
| 1991 | Giochi del Mediterraneo | Atene      | Lancio del disco | Bronzo    | 59,16 m |      |
| 1991 | Mondiali                | Tokyo      | Lancio del disco | 14º       | 61,14 m |      |
| 1992 | Olimpiadi               | Barcellona | Lancio del disco | 9º        | 60,16 m |      |
| 1995 | Mondiali                | Göteborg   | Lancio del disco | 33º       | 57,34 m |      |
| 1996 | Olimpiadi               | Atlanta    | Lancio del disco | -         | nm      |      |
| 2000 | Olimpiadi               | Sydney     | Lancio del disco | 19º       | 61,50 m |      |
| 2001 | Giochi del Mediterraneo | Tunisi     | Lancio del disco | Argento   | 63,85 m |      |